# 高厝林子頭
高厝林子頭，原稱為高林仔頭，是台灣雲林縣古坑鄉中北部的一個傳統地域名稱。相較於今日行政區，其範圍大致包括高林村、荷苞村。

## 歷史
台灣清治末期至日治初期，高厝林子頭地區為一街庄，稱為「高林仔頭庄」，隸屬於斗六堡。該庄輪廓呈西北—東南走向狹長形，西北與大崙庄為鄰，東北與溪邊厝庄為鄰，東南邊為桶頭庄、樟湖庄，西南邊為庵古坑庄、水碓庄。
1901年（日治明治三十四年）11月，全台廢縣廳改設二十廳，該庄隸屬於斗六廳。1903年（明治三十六年）6月，該庄編入「菜公區」，隸屬於斗六廳。1909年（明治四十二年）10月，合併二十廳為十二廳，菜公區改隸屬於嘉義廳。1920年（大正九年），全台地方制度大改正，廢十二廳改設五州二廳，該庄改制並改名為「高厝林子頭」大字，隸屬於臺南州斗六郡古坑庄。
戰後古坑庄改制為古坑鄉，隸屬於臺南縣，大字亦改制為村。1950年10月，雲、嘉、南分治，古坑鄉改隸屬雲林縣。

## 聚落
本地區發展較早的聚落為高厝林仔頭、早井仔、田中央、魚池仔、埔頂仔、竹圍仔、荷苞厝等，在日治期初期的官方地圖上已有記載。此外，本地區尚有早寮、二坪仔、內灣、十七坑、山峰（枋寮埔）、柴土地公等聚落。

## 交通
國道3號又稱「福爾摩沙高速公路」，是貫穿台灣西部的兩條縱向高速公路之一，大致以東北—西南走向轉北北東—南南西走向蜿蜒經過高厝林子頭地區西北部，並在境內路段中央偏東北的縣道149甲線交會處設有古坑交流道北側匝道（僅供南出北入，另在縣道158甲線交會處設有南側匝道以供南入北出），在境內路段西南側與省道台78線（東西向快速公路－台西古坑線）東側端交會處設有古坑系統交流道。由此等可快速前往台灣南北各地及雲林縣中、西部。
省道台78線即「東西向快速公路－台西古坑線」，是雲林縣境內的東西向快速公路，其東側端點（古坑端）位於本地區西北部的國道3號古坑系統交流道。由此向西北西出境後可前往斗南、虎尾南部、土庫、元長北部、東勢、台西等地。
縣道149甲線是斗六至太和的道路，大致先以西北微北—東南微南走向由本地區北部邊界西側入境後，經國道3號古坑交流道北側匝道路口後，至荷苞厝聚落轉東再轉東南蜿蜓而行，其後轉東南東再轉東北，經早寮聚落後轉東再轉東南東出境；再以西北—東南走向由本地區東南部北側邊界入境，轉東北經三個髮夾彎後轉南南西再轉東南蜿蜒而行，至縣道158甲線路口續行與其共線，其後轉南蜿蜒而行，經兩個髮夾彎轉南南西再轉東南東，繞大彎轉南再經一髮夾彎轉北再轉東北，於本地區東南部東側邊界的叉路口轉東獨行出境。由該道路西段西端向西北微北可前往溪邊厝、菜公與林子頭交界地帶、林子頭並止於省道台3線路口；由東段東端向東轉東北東蜿蜒而行可前往桶頭西南部、樟湖、草嶺、柯子林地區的太和並止於縣道169號路口；但樟湖境內部分路段目前無法通行，必須於桶頭地區改道縣道149號、縣道149乙線並於樟湖東部接回原線。
縣道158甲線是台西鄉崙子頂至竹山鎮桶頭的道路，大致以西北—東南走向由本地區東南部的西側邊界入境後蜿蜒而行，經山峰（枋寮埔）聚落後轉東北蜿蜒而行，至縣道149甲線路口轉東南與其共線，其後轉南蜿蜒而行，經兩個髮夾彎轉南南西再轉東南東，繞大彎轉南再經一髮夾彎轉北再轉東北，於本地區東南部東側邊界的叉路口續向東北獨行出境。由該道路向西北可前往古坑市區、斗南、土庫、褒忠、東勢北部、台西等地；向東北可前往桶頭中部偏北並止於縣道149號路口。
鄉道雲200線是田心仔至荷苞的道路，其東側端點（終點）位於本地區中部偏西北的荷苞厝聚落縣道149甲線路口。由此向西南繞彎道轉東南再轉南南西再轉西南微西出聚落後蜿蜒而行，經國道3號高架橋下後出境，經多次彎道後轉西北西可前往水碓地區並止於其西北部田心子聚落東南郊的鄉道雲193線路口。。
鄉道雲201線是東和（溪邊厝）至水碓的道路，大致以北向南由本地區東北部邊界西北側入境，於高厝林子頭聚落經鄉道雲201-1線起點路口轉西南微南，出聚落後續直行，於本地區西南部邊界西北側經省道台78線（東西向快速公路－台西古坑線）高架橋下並出境。由該道路向北可前往溪邊厝聚落並止於其西北郊的縣道149甲線路口；向西南微南可前往水碓並止於縣道154乙線路口。
鄉道雲201-1線是高林至荷苞的道路，其西北側端點（起點）位於高厝林子頭聚落西北側的鄉道雲201線路口。由此向東南東轉東南再轉南微東出聚落後，轉東北東再轉東南，經國道3號高架橋下後可前往荷苞厝聚落西北郊並止於縣道149甲線路口。
鄉道雲215-1線是石坑至彎子的道路，其東南側端點位於本地區東北部邊界中部偏東南外緣的縣道149甲線路口。由此向東北蜿蜓而行，經溪邊厝地區東南部的彎子轉東蜿蜓而行，甚後轉東北過石坑仔溪橋，轉西北西蜿蜒而行可前往新庄地區中部偏西北並止於鄉道雲215線路口。

## 學校
- 山峰國小